# اندیس گرافیت قزلجه خوی
گرافیت قزلجه خوی یک اندیس غیرفلزی است که در  استان آذربایجان غربی قرار دارد و مادهٔ معدنی موجود در آن، گرافیت است.سنگ میزبان این اندیس شیل و شیست سیاه رنگ است  در این اندیس، پاراژنز‌های پلاژیوکلاز از نوع آلبیت ،بیوتیت ،مسکویت ،کلریت یافت می‌شوند.